# Cowboy Bebop (série télévisée)
Pour les articles homonymes, voir Cowboy Bebop (homonymie), Cowboy et Bebop (homonymie).
Cowboy Bebop est une série télévisée américaine créée par Christopher Yost et diffusée  le 19 novembre 2021,, sur Netflix.
C'est une adaptation en prise de vues réelles de la série anime japonaise Cowboy Bebop de Shin'ichirō Watanabe.

## Synopsis
En 2071, après un accident sur la Lune, la Terre est devenue inhabitable. L'Humanité est alors partie coloniser d'autres planètes. Le chaos s'est peu à peu installé dans tout l'univers avec une multitude de criminels en liberté. De nombreux chasseurs de primes, les « cowboys », les pourchassent à travers toute la galaxie. Parmi eux, il y a Spike Spiegel et Jet Black, qui traversent l'espace à bord du vaisseau Bebop,.

## Distribution

### Acteurs principaux
- John Cho (VF : Jérémy Prévost) : Spike Spiegel
- Mustafa Shakir (en) (VF : Daniel Njo Lobé) : Jet Black
- Daniella Pineda (VF : Zina Khakhoulia) : Faye Valentine
- Elena Satine (VF : Garance Thénault (dialogues) ; Clara Poirieux (chants)) : Julia
- Alex Hassell (VF : Nessym Guetat) : Vicious

### Acteurs récurrents
- Tamara Tunie (VF : Géraldine Asselin) : Ana
- Mason Alexander Park (VF : Yoann Sover) : Gren
- Ira Munn (VF : Boris Agondanou) : Punch
- Lucy Currey (VF : Fouzia Youssef-Holland) : Judy
- Geoff Stults (VF : Thomas Roditi) : Chalmers
- Rachel House (VF : Laura Zichy) : Mao
- Carmel McGlone (VF : Véronique Augereau) : Woodcock
- Ann Truong : Shin
- Hoa Xuande : Lin
- John Noble (VF : Jean Barney) : Caliban

### Invités
- Josh Randall (VF : Bruno Magne) : Pierrot le Fou
- Adrienne Barbeau (VF : Sylvie Ferrari) : Maria Murdock
- Wade Williams (VF : Stéphane Bazin) : Fad
- Tyson Ritter (VF : Cédric Dumond) : Mink
- James Hiroyuki Liao (VF : Adrien Larmande) : Tanaka

 Source et légende : version française (VF) sur RS Doublage

## Production

### Développement
Le 6 juin 2017, il a été annoncé que Tomorrow Studios va lancer une adaptation en prise de vues réelles de l'anime Cowboy Bebop, en partenariat avec Marty Adelstein et Sunrise Inc., qui a également produit l’œuvre original. Christopher Yost est envisagé comme scénariste lorsque le format série est choisie. Le 27 novembre 2018, Netflix annonce avoir acquis les droits de diffusion de la série,.
Le 17 avril 2020, il est annoncé que les épisodes dureront une heure, ce qui permettra une narration plus approfondie, et qu'une deuxième saison est envisagée.
Le 9 décembre 2021, Netflix annule la série après une seule saison.

### Attribution des rôles
Le 4 avril 2019, Variety annonce que John Cho, Mustafa Shakir (en), Daniella Pineda et Alex Hassell rejoignent le casting de la série pour interpréter respectivement Spike Spiegel, Jet Black, Faye Valentine et Vicious. Le 22 août 2019, il est annoncé qu'Elena Satine tiendra le rôle de Julia. Le 19 novembre 2020, le site Deadline.com annonce que Geoff Stults, Tamara Tunie, Mason Alexander Park, Rachel House, Ann Truong et Hoa Xuande ont intégré la distribution dans les rôles respectifs de Chalmers, Ana, Gren, Mao, Shin et Lin.

### Tournage
Malgré le bon avancement du tournage, celui-ci a dû s'interrompre en octobre 2019 à la suite d'une blessure au genou de John Cho, ce qui le retarda de plus de six mois. Netflix annonce qu'ils ne changeront pas d'acteur, même si cette blessure empêche de finir le tournage à temps.
Le 19 mai 2020, au cours d'une interview avec SyFy Wire, Marty Adelstein révèle que trois épisodes ont déjà été tournés entièrement et qu'au moins six épisodes ont été en partie tournés avant la blessure au genou de Cho. Au cours de la même interview, il a été révélé que Shin'ichirō Watanabe, le réalisateur de la série animée, serait impliqué dans ce projet en tant que consultant créatif. Le tournage reprend le 30 septembre 2020, après que le gouvernement néo-zélandais a donné son feu vert pour le continuer après la fermeture du pays à cause de la pandémie de Covid-19. Le tournage s'achève officiellement le 15 mars 2021.

### Musique
Yōko Kanno, qui avait déjà composé la musique de la série anime originale, composera également celle de la série.

### Fiche technique
Sauf indication contraire, les informations mentionnées dans cette section peuvent être confirmées par la base de données cinématographiques IMDb,  présente dans la section « Liens externes ».
- Titre original et français : Cowboy Bebop
- Création : Christopher Yost
- Réalisation : Alex Garcia Lopez, Michael Katleman (en)
- Scénario : Christopher Yost, Jeff Pinkner, André Nemec, Liz Sagal, Vivian Lee, Jennifer Johnson, Javier Grillo-Marxuach, Karl Taro Greenfeld, Sean Cummings, Alexandra E Hartman
- Musique : Yoko Kanno
- Casting : Dylan Jury et Debra Zane
- Direction artistique : Alistair Kay, Gary Mackay, Simon Barker, Robert Key et Helen Strevens
- Décors : Gary Mackay, Grant Major
- Costumes : Jane Holland
- Photographie : Thomas Burstyn, Dave Perkal, Jean-Philippe Gossart
- Montage : Bridget Durnford
- Production : Adrienne Erickson

Production déléguée :  Marty Adelstein, André Nemec, Jeff Pinkner, Josh Appelbaum, Scott Rosenberg, Becky Clements, Christopher Yost, Yasuo Miyakawa, Masayuki Ozaki, Shin Sasaki, Tim Coddington, Tetsu Fujimura, Michael Katleman, Matthew Weinberg
- Société de production : Tomorrow Studios, Midnight Radio, Sunrise
- Société de distribution : Netflix
- Pays d'origine :  États-Unis
- Langue originale : anglais
- Format : couleur
- Genre : Science-fiction, drame, policier, action
- Durée : 39–51 minutes
- Date de première diffusion :
  - Monde : 19 novembre 2021 (Netflix)

## Diffusion
La série devait initialement être diffusée en 2020, mais elle est repoussée à cause de la blessure de l'acteur John Cho et la pandémie de Covid-19. La diffusion est repoussée le 19 novembre 2021,,. Les 10 épisodes de la saison 1 étant disponible simultanément.

## Critiques
Le créateur de l'anime original, Shin'ichirō Watanabe, critiqua sévèrement la série. La presse fut plus mitigée.

## Épisodes
Composée de dix épisodes, la première et unique saison est disponible depuis le 19 novembre 2021. Les titres des épisodes ne changent pas dans la version française de la série, elles gardent leurs titres originaux.
1. Cowboy Gospel
2. Venus Pop
3. Dog Star Swing
4. Callisto Soul
5. Darkside Tango
6. Binary Two-Step
7. Galileo Hustle
8. Sad Clown A-Go-Go
9. Blue Crow Waltz
10. Supernova Symphony